# Сикхизм

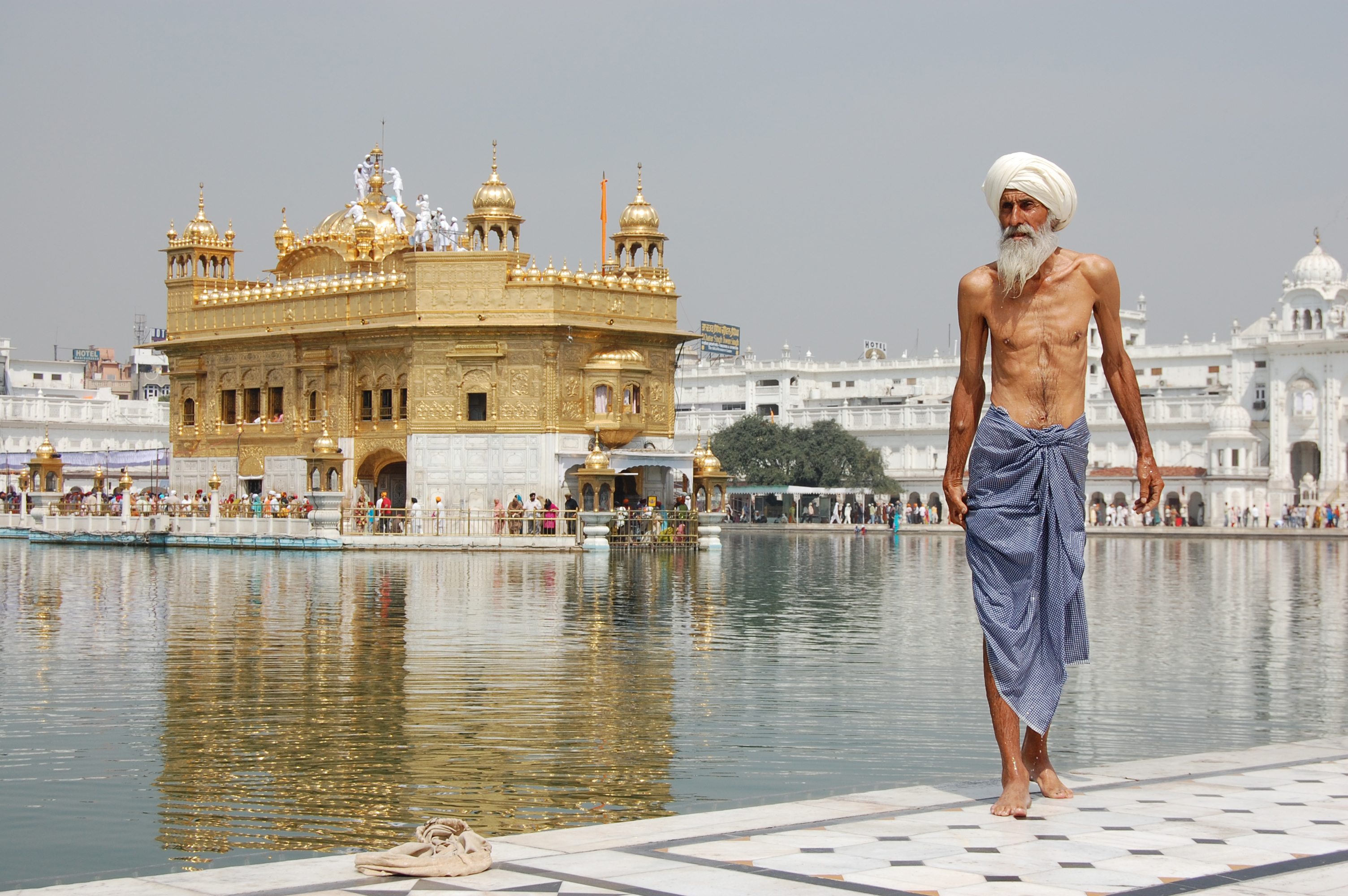
Паломник-сикх на фоне Золотого храма

Сикхи́зм (от в.-пандж. ਸਿੱਖੀ, «сикхӣ», «последователь, ученик») — монотеистическая индийская религия, основанная в XV веке в Пенджабе в северо-западной части Индийского субконтинента — месте встречи индуизма и ислама, гуру (духовным учителем) Нанаком (1469—1539).
Священное писание — «Гуру Грантх Сахиб», или «Ади Грантх», включающее, наряду с откровениями сикхских гуру, также и стихи некоторых индуистских поэтов движения бхакти (например, Кабира) и суфия шейха Фарид-уд-дина.
В Индии сикхи, составляя около 2% от общего числа населения, являются влиятельной этноконфессиональной группой. Приверженцев сикхизма насчитывается более 25 миллионов по всему миру. Почти все они — пенджабцы.

## История сикхизма
Сикхизм как религиозное течение возник в конце XV века в Северо-Западной Индии. Его основателем был гуру Нанак, родившийся в 1469 году в городке Райбхол-ди-Тальванди (ныне Нанкана-Сахиб, округ Лахор, Пакистанский Пенджаб).
Гуру Нанак много путешествовал, и хотя точное количество путешествий является спорным, общепризнанными являются:
- в Бенгалию и Ассам;
- в Андхра-Прадеш и Тамилнад;
- в Кашмир, Ладакх и Тибет;
- в Багдад и Мекку[5].

После примерно четверти века путешествий, во время которых он проповедовал свою идеологию, гуру Нанак основал «обитель веры» в Картапуре в Пенджабе, где и сформировалась сикхская община. Чётко организованная религиозная община сикхов со временем превратилась в самостоятельную группу, своего рода государство в государстве, со своей идеологией, законами и вождями.
Десятый гуру сикхов, Гобинд Сингх (с 1675 до 1708), упразднил пост наследственных гуру, передав власть самой религиозной общине — хальсе. Его преемники в качестве временного вождя избрали некоего Банда, но в 1716 году он был казнён в Дели. После этого ученики Гобинд Сингха разделили территорию, занятую сикхами, на двенадцать мисалей (объединений воинов).
Сикхи также вели длительные войны против Моголов и афганцев, закончившиеся созданием в 1767 году самостоятельного государства сикхов. Сначала это была конфедерация двенадцати мисалей, возглавляемая военными вождями. Постепенно военные вожди сикхов превратились в обычных феодальных князей, между которыми развернулась борьба за власть. К 1820-м годам глава мисаля Сукерчакья Ранджит Сингх подчинил своей власти весь Пенджаб. К 1849 году сикхи потерпели поражение в войнах с англичанами, которые аннексировали Пенджаб. Последний сикхский князь, Далип (Дхулин) Сингх (с 1843 до 1849), был смещён ими с престола и далее получал пенсию.

## Учителя сикхов

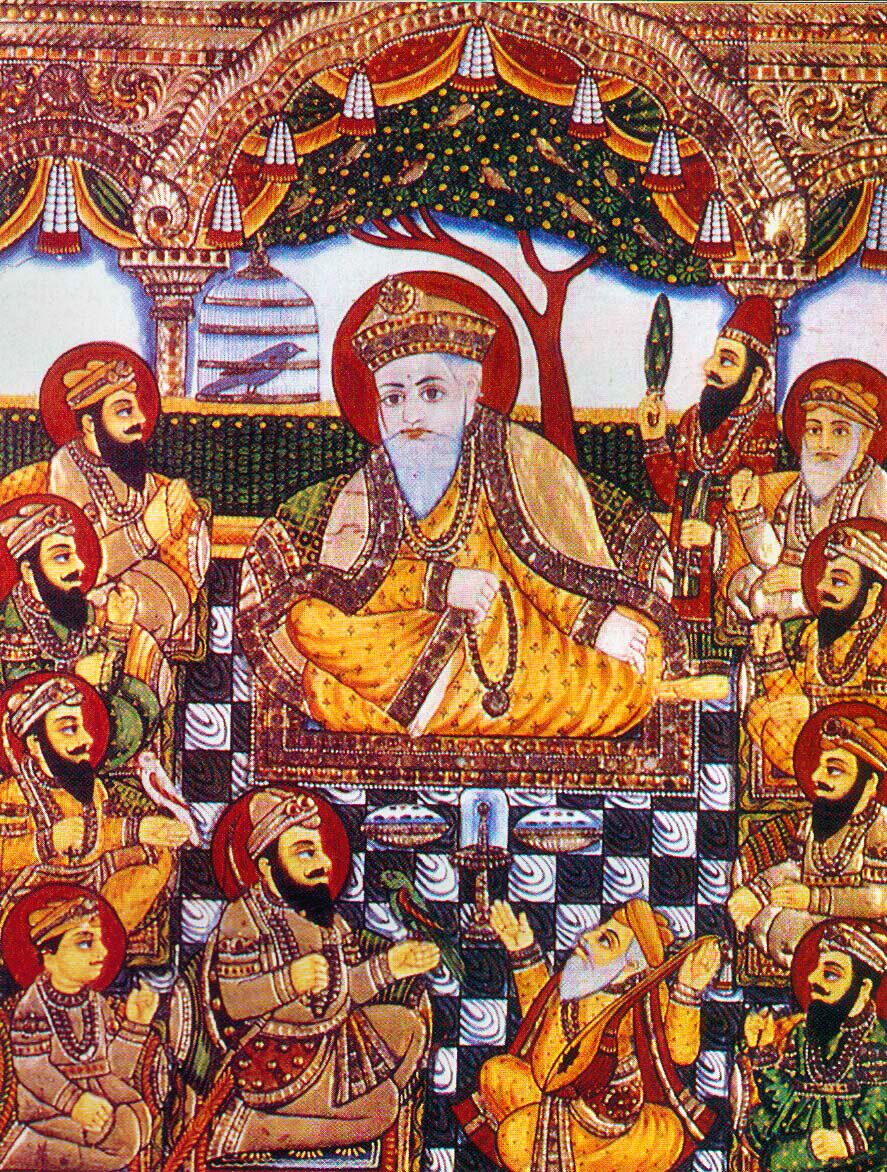
Редкая живопись в стиле танджор, конца XIX века, изображающая десять сикхских гуру с Бхаи Бала и Бхаи Мардана

С точки воззрения сикхов, истинный гуру, который знает Бога со всех сторон и знает, что когда и как надо делать — это недостижимая абстракция, только Бог знает себя самого. Но в каждом сикхе живёт свой гуру, и от этого каждый сикх чувствует необыкновенный прилив энергии.
Сикхское учение и священное писание сформулировал гуру Нанак (род. 1469) и последующие девять сикхских Учителей. Гуру Гобинд Сингх стал последним гуру в человеческой форме. Перед смертью Гуру Гобинд Сингх объявил, что Гуру Грантх Сахиб будет окончательным и вечным гуру сикхов. Священное Писание было написано первыми пятью Учителями. Писание пользуется наивысшим духовным авторитетом и определяет пути и законы всего Учения. Сикхский катехизис Khalsa Panth дополняет Священное Писание.

## Священная книга сикхов
«Ади Грантх» (букв. «Изначальная книга», другое название — «Гуру Грантх Сахиб») — священная книга сикхов, в которой изложены основы вероучения сикхизма. Она содержит сочинения сикхских гуру (которые были не только прекрасными воинами, но и поэтами) Нанака, Ангад, Амар Даса, Рам Даса, Арджана, Тегх Бахадура, Гобинд Сингха, а также стихи некоторых индуистских поэтов движения бхакти (например, Кабира) и суфия шейха Фарид-уд-дина. «Ади Грантх» считается символическим представителем всех гуру, средоточием их учения и божественной мудрости, что придает ей в глазах верующего сикха статус «Книги книг». «Ади Грантх» — главный объект религиозного почитания. Язык книги — «садхбхаша» — синтез панджаби, хинди и некоторых иных диалектов. Книга содержит более 6 тыс. стихов; гимны расположены в соответствии с рагами индийской классической музыки, так как все они были предназначены для чтения нараспев в классическом стиле.

## Основы веры
Сикхизм — самостоятельная монотеистическая религия, возникшая в среде индуизма и ислама, являющаяся частью североиндийского движения Бхакти (учителя которого проповедовали преданность Богу, не требующую обрядов и жрецов), но не признающая преемственности.
Сикхи отреклись от ортодоксального индуизма, но не приняли ислам, а создали свою особую религию. Советы, даваемые Гуру Нанаком, не ставили каких-то ограничений. Он учил, что Бог един, и что нужно любить Бога, что Бога нельзя ограничить до размера какой-либо одной страны. Во всём космосе нет ничего такого, что было бы сотворено без его приказа.
Сикхи верят в Единого Бога, всемогущего и всепронизывающего творца. Его настоящее имя никому не известно.
Лишь сам Бог знает цель творения, которая преисполнена любви. Это не Бог одного народа — он никого не ведёт и не наказывает. Он источает милосердие и любовь, лишён ненависти и пристрастий. Бог рассматривается с двух сторон — как Ниргун (абсолют) и как Саргун (персональный Бог внутри каждого человека). До творения Бог существовал как абсолют сам по себе, но в процессе творения он выразил себя. До творения не было ни книг, ни учения, ни добра, ни зла, ни славы, ни доблести, ни мужского, ни женского. Когда Бог захотел выразить себя, он сначала нашёл своё выражение через имя, и таким образом появилась природа, в которой Бог растворён и присутствует повсюду, распространяясь во всех направлениях. Бог никем не рождён и не перерождается ни в какой форме — он повсеместно присутствует как животворящая идея, любовь, милосердие, красота, мораль, правда и вера. Бог даёт всем жизненную энергию, но при этом он непостижим и неописуем. Поклоняться Богу можно только посредством медитации его именем и пением молитв. Никакие другие божества, демоны и духи не достойны поклонения.
Человек, по учению сикхов, уже существовал до своего рождения. Его прошлое существование, семья, в которой он родился, и его народ определяют его индивидуальность. Но, кроме того, ему дана свободная воля, и он сам несёт ответственность за свои деяния. «Расширяя» своё сознание, человек воспринимает других как часть самого себя. Сикхи не разделяют традиционных представлений о загробной жизни, рае и аде, грехах и карме. Учения о воздаянии в грядущей жизни, покаянии и очищении от грехов, аскетизме и целомудрии — это, с точки зрения сикхизма, попытка одних смертных манипулировать другими. На самом деле посты, обеты и «благие деяния» не имеют значения. После смерти душа человека растворяется в природе и возвращается к творцу, но не исчезает, а пребывает, как всё сущее.

## Морально-этические нормы сикхизма
Сикхи проповедуют любовь и братские отношения ко всем людям на Земле независимо от происхождения.
Правоверным сикхам предписано быть хорошими людьми, искать и проявлять в себе данное Богом — веру и любовь, быть свободным в своей воле и уважать свободу других. Никто не принуждает ни к совершению добрых дел ради каких-то выгод в этой или следующей жизни (никто не учитывает специально «добрые дела»), ни к пожертвованиям, ни к сложным ритуалам, ни к накоплению знаний, ни к целомудрию, ни к покаянию. Искренние и добрые деяния возникают сами по себе как естественное существование, даруемое Богом, которого можно открыть внутри себя. Человек свободен в своей воле. Бог создал природу с её законами — можно сознательно следовать или не следовать им. Как рыба, которая может плыть по течению, а может плыть и против течения. Иногда даже рыбе требуется преодолевать огромные расстояния против течения, чтобы отложить икру в верховьях рек. Но рыба не может выйти из реки. Так же и люди не могут выйти за пределы воли Божьей, обладая своей собственной волей. Течение показывает природные законы, созданные Богом, а взаимодействие с ними — это уже дело собственной воли человека. Злодеяния, скупость, ненависть, жадность — это противоестественно и невыгодно, действуя так, человек встречает сопротивление природы. Любовь следует проявлять в любом повседневном деянии, включая самые простые и обыденные вещи — и в этом выражается природа Бога. Сикх всегда должен быть оптимистом, жить в радости и надежде.
Сикхи считают, что необходимо уважать свою свободу, и также свободу и волю других людей. Страшный грех — манипулирование другими людьми, их принуждение и насилие — это отвратительное проявление эгоизма.
Осознание своего «Я» — это самый низкий уровень сознания. Расширяя своё сознание, люди воспринимают других как часть самого себя. Люди поднимаются от своего «Я» до уровня своей семьи, потом до уровня общества, потом — до уровня природы, и дальше — до уровня Бога. Сикхи — не аскеты и не гедонисты, они выбирают серединный путь.
Развивая в себе веру и любовь, человек даёт выход своим естественным стремлениям. Никакие священные писания и формальные знания не помогут в трудную минуту, когда решение надо принимать мгновенно, по внутреннему импульсу.
В своих молитвах сикхи просят себе участи, подобной собаке — но не бездомной собаке, а собаке, у которой есть хозяин, который заботится о ней, и которому следует служить.
Сикхи почитают всех людей как своих братьев. Сикхи не признают кастовой системы, «уровней сознания» и «уровней спасения». В каждом человеке, по их мнению, есть Бог и есть возможности духовного роста и развития.
Сикхи называют пять пороков: похоть, гнев, жадность, подчинение чужой воле, эгоизм, и пять достоинств: честность, сострадание, умеренность, смирение, любовь.

## Ритуалы сикхов

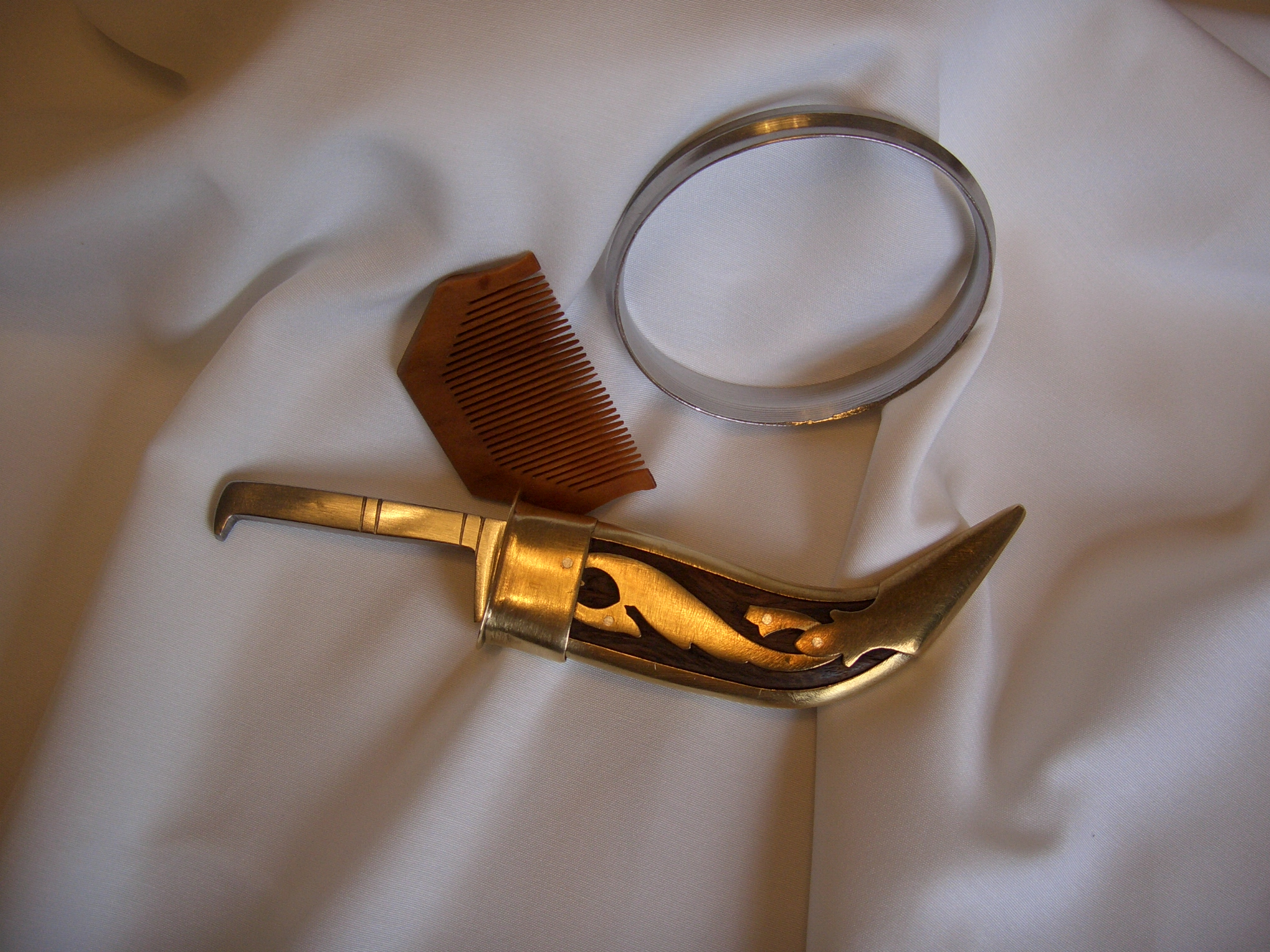
Малый гребень (кангха), браслет (кара) и церемониальный кинжал (кирпан)

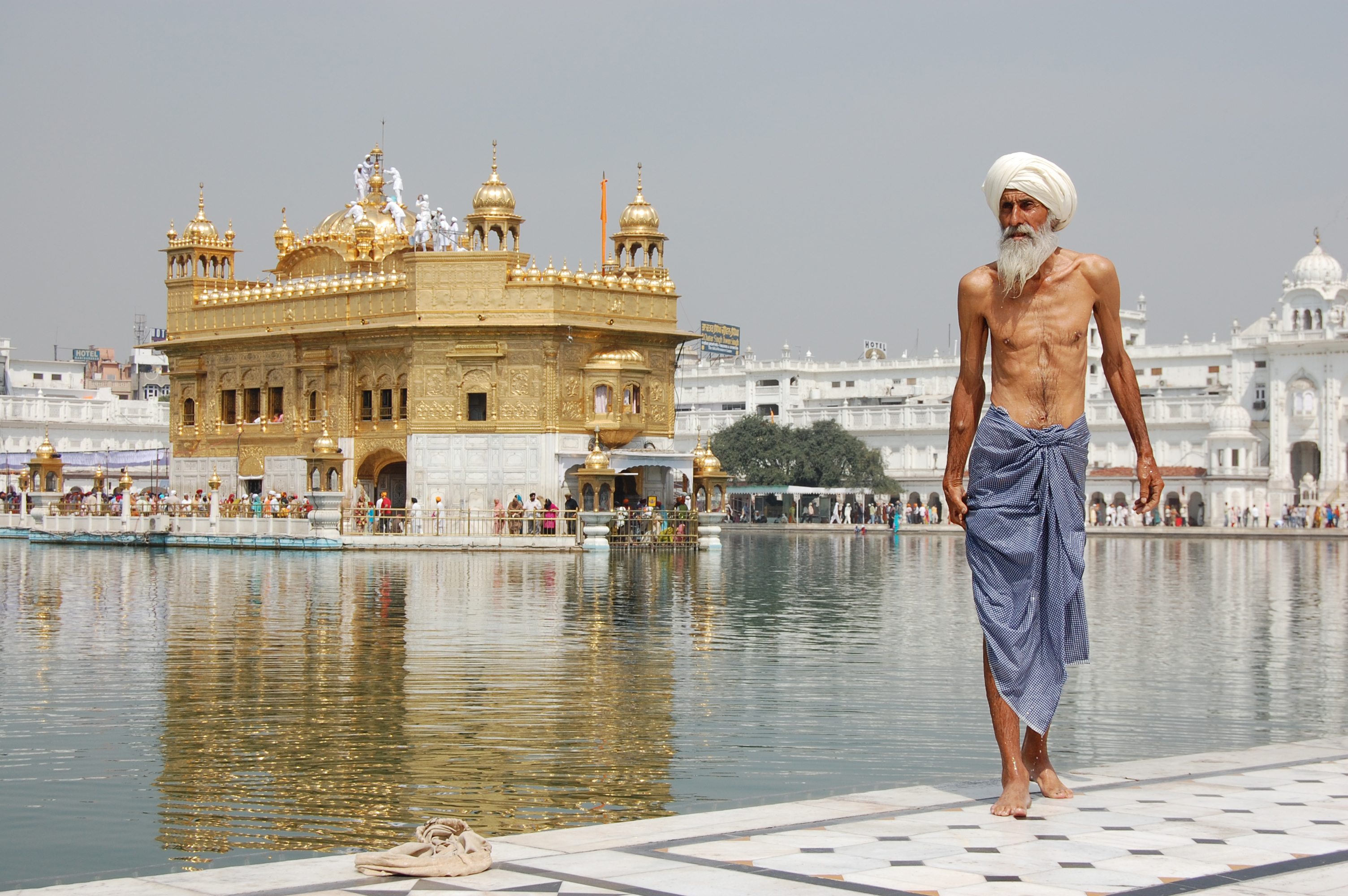
Сикх после омовения, Хармандир-Сахиб. Амритсар

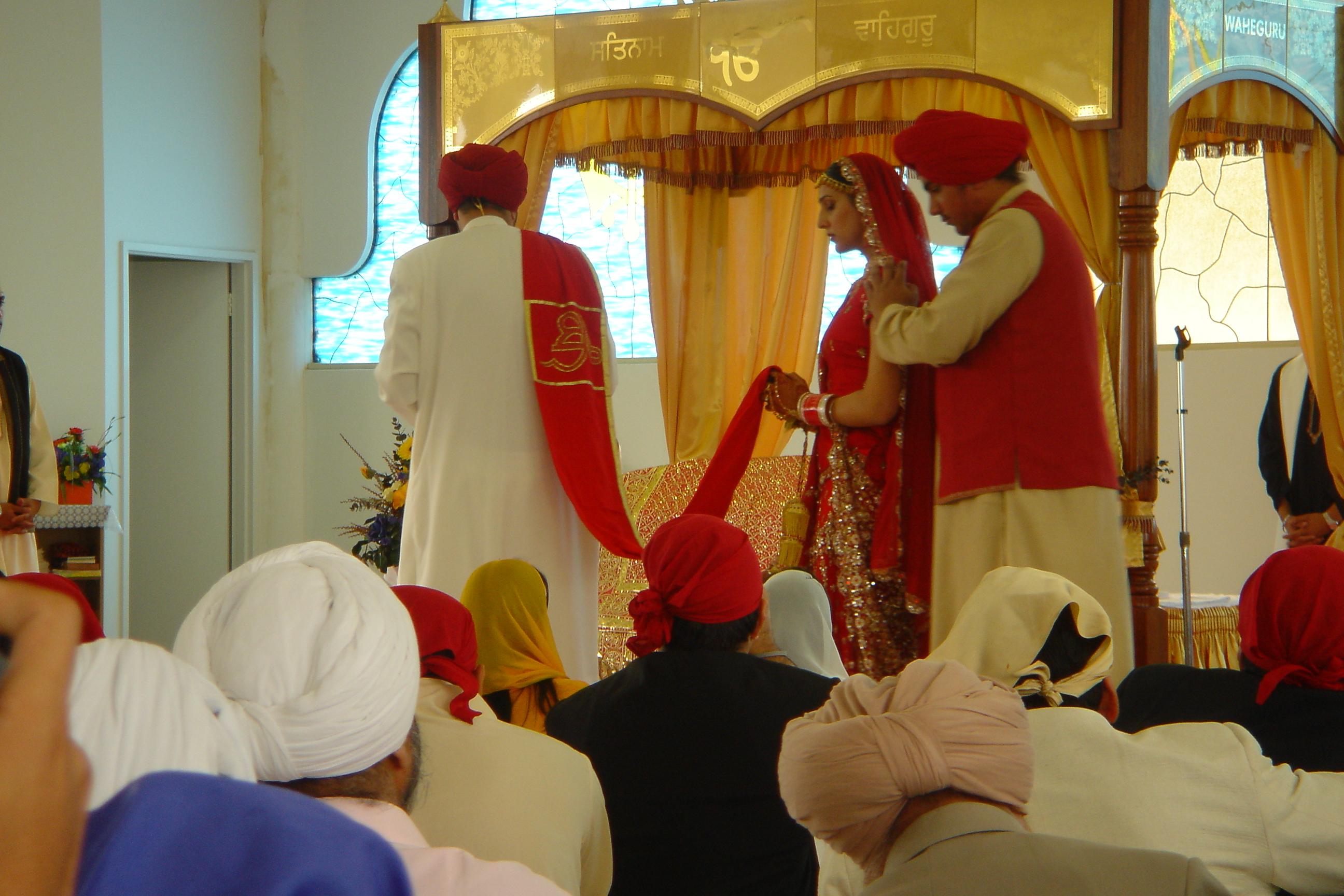
Ананд-карадж — церемония сикхского брака

Гуру Нанак Дев учил, что ритуалы, религиозные обряды или идолопоклонство приносит мало пользы, и сикхам они не рекомендуются. Однако в течение периода позже эпохи гуру, а также вследствие увеличения институционализации религии сикхов, многие обряды и ритуалы возникли.
Каждый сикх проходит процедуру инициации, называемую амршпа-саискар или пахул. Принимающие посвящение должны перед этим совершить омовение и надеть чистые одежды.
Утренние и вечерние молитвы занимают около двух часов в день, начиная с самого раннего утра. Благочестивым сикхам рекомендуется начинать день с личных медитаций во имя Бога.
Всем мальчикам при рождении даётся фамилия Сингх, а всем девочкам — Каур. Сикхи соединяются в браке через церемонию ананд-карадж. Сикхи обязаны вступать в брак, когда достигают определённого возраста (детский брак является табу) и без учёта касты будущего супруга или происхождения. Согласно сикхским религиозным обрядам, ни мужу, ни жене не разрешается разводиться.
Сикхи обязаны сохранять при себе пять предметов (пять К):
- Кеш — нетронутые волосы, спрятанные под дастар (вариант тюрбана)
- Кангха[англ.] — деревянный гребень, поддерживающий волосы
- Кара[англ.] — стальной браслет
- Какча[англ.] — трусы до колен
- Кирпан — меч или кинжал, спрятанный под одеждой.

Это обязательные правила. При этом меч не должен употребляться для утверждения своей власти, угроз или насилия. Каждый сикх, зная, что другие тоже имеют при себе меч, уважает других.
В дополнение к инициации, другими основными обрядами в жизни сикхов являются церемония присвоения имен вскоре после рождения, брака и ритуалы, окружающие смерть и кремацию. После совершения погребальной церемонии пепел умершего, в соответствии с традициями индуизма, бросают в канал или реку. Покойным не положено возводить памятники. После смерти душа возвращается к Богу и соединяется с ним.
Хотя сикхи не придают принципиального значения обрядам и церемониям, они считают их важными для сплочения людей, изучения традиции и писания, для взаимопомощи в раскрытии внутренней любви. Обряды и ритуалы помогают придать идеалу осязаемую форму. Каждая душа индивидуально неповторима, и ритуалы должны её питать и поддерживать.

## Сикхское государство
В 1716—1799 годах у сикхов существовало собственное государство — Сикхская конфедерация с центрами в Амритсаре и Лахоре. Государство разделялось на мисали, общее количество которых дошло до 12 (около 70 тыс. кавалерии). К 1799 году лидер сикхов Ранджит Сингх объединил разрозненные мисали в империю, в 1849 году уничтоженную британскими колонизаторами в результате второй англо-сикхской войны.
Появление сикхского государства стало возможным благодаря упадку Империи Великих Моголов, который обозначился к началу XVIII века. Сикхи Пенджаба начали серию атак против власти Моголов, которые, в конце концов, завершились успехом. Территориально Сикхская империя в период наибольшего своего расширения включала в свой состав:
- Провинцию Пенджаб, современный Пакистан
- Штат Пенджаб, современная Индия
- Союзную территорию Чандигарха, Индия
- Штат Харьяна, Индия
- Штат Химачал-Прадеш, Индия
- Бывшее «туземное государство» Джамму, Индия
- Дели
- (бывшую) Северо-западную пограничную провинцию, Пакистан
- Зону племён, Пакистан
- Исламабадскую столичную территорию, Пакистан
- Части северо-восточного Афганистана

После аннексии Великобританией Сикхской империи она была разделена на несколько частей, частично — «туземных государств», частично — территорий под прямым управлением Британской Короны. Резиденцией губернатора был избран Лахор.
Центральная власть Сикхской империи была сосредоточена в происходившем раз в два года собрании хальсы (сикхской общины) — Сарбат Хальса. Сарбат Хальса контролировала сердаров (военачальников), определяла основы военной политики, избирала лидера сикхов. Структура регионов (мисалей) соответствовала военным группировкам; главы регионов ежегодно собирались в Амритсаре или Лахоре.
С 1762 года военная мощь Сикхского государства резко усиливается, и, как следствие, происходит значительный рост его территории. С приходом к власти Ранджита Сингха и его коронацией в 1801, конфедерация преобразовывается в империю, доходившую от Кабула и Кандагара до границ Тибета, с населением, на 80 % состоявшим из мусульман, 10 % индуистов и 10 % сикхов. Сердцем государства оставался Пенджаб.
После смерти Ранджита Сингха в 1839 году государство погрузилось в раздоры между сердарами, которые к тому времени де-факто превратились в крупных феодалов. Ослабление сикхов позволило британцам уничтожить их государство в 1849 году в результате двух англо-сикхских войн.
Политическая структура сикхизма прошла три основных этапа. Для ранних сикхов характерна фактически неограниченная власть гуру (духовных лидеров). Раннему сикхизму вскоре пришлось столкнуться с мусульманским завоеванием Индии (1556—1707), следствием которого становится нарастающая милитаризация сикхов. Начиная с десятого гуру, Гобинда Сингха, власть была передана непосредственно сикхской общине, хальсе. Для позднего же Сикхского государства характерно перемещение центра силы от хальсы к сердарам (военачальникам, и, де-факто, крупным феодалам), враждовавшим между собой.
С разделом бывшей Британской Индии в 1947 на Индию и Пакистан вспыхивают конфликты между мусульманами и сикхами, повлёкшие за собой взаимные массовые изгнания сикхов из Западного Пенджаба, и мусульман из Восточного. Противоречия между сикхами и индуистами нарастают с 1970 годов; сикхи обвиняют индуистское большинство в дискриминации, а Индиру Ганди — в диктатуре. В Пенджабе появляются сепаратисты, требующие создания независимого сикхского государства Халистан. Решение Индиры Ганди в 1984 году провести зачистку священного для сикхов Золотого Храма в Амритсаре привела к тому, что она была убита собственными телохранителями, набранными из сикхов. Результатом стала серия антисикхских погромов, которая прокатилась по всей Индии, и унесла жизни тысяч сикхов.

## Численность
В XXI веке численность сикхов доходит до 25 миллионов, а в 1991 году сикхский пантх (религиозная община) насчитывал около 16,2 млн человек. Большинство сикхов (83 %) проживает в Индии в штатах Пенджаб (14 млн человек, 76 % индийских сикхов и 64 % населения от населения штата), Харьяна (1 млн), Раджастхан (0,7 млн), Уттар-Прадеш (0,6 млн). Это девятая по числу последователей религия в мире.
В настоящее время сикхи представлены в Индии рядом политиков, в частности, премьер-министром страны в 2004—2014 годах Манмоханом Сингхом. В армии Индии сикхи занимают 20 % всех офицерских должностей, составляя при этом менее 2 % населения страны. Самым высоким званием, до которого удалось дослужиться сикху, было звание маршала авиации (маршал авиации Индии Арджан Сингх). 4 ноября 2015 года сикх Харджит Сингх Саджан был назначен на пост министра обороны Канады.
Большинство сикхов являются земледельцами. В Пенджабе в сельском хозяйстве занято 39 % местной рабочей силы (меньше, чем в среднем по Индии). Сикхские хозяйства являются более прибыльными, чем в среднем по Пенджабу, и в три раза более эффективными, чем средний показатель по Индии.
После разгрома британцами сикхского государства в 1849 начинается массовая эмиграция сикхов. Британцы оказывали сикхам предпочтение при наборе в госаппарат (Индийская гражданская служба) и в войска, что повлекло за собой перемещение в другие части Британской Индии. Часть сикхов были привлечены в Британскую Восточную Африку для оказания помощи в строительстве железных дорог. После Второй мировой войны началась эмиграция в Британию и в Северную Америку. В 1972 году сикхи, вместе с индусами, были изгнаны из Уганды диктатором Иди Амином.
Основными центрами сикхской диаспоры являются Великобритания (0,5 млн), Италия (60—70 тыс.), Канада (250 тыс.), США, Малайзия, Восточная Африка, Австралазия и Таиланд. В западном мире сикхов из-за традиционных тюрбанов часто принимают за мусульман.
Сикхи показывают самый низкий коэффициент рождаемости среди других общин Индии. Ежегодное увеличение их численности составляет около 400 тыс. чел.

## Ниханги (Акали)

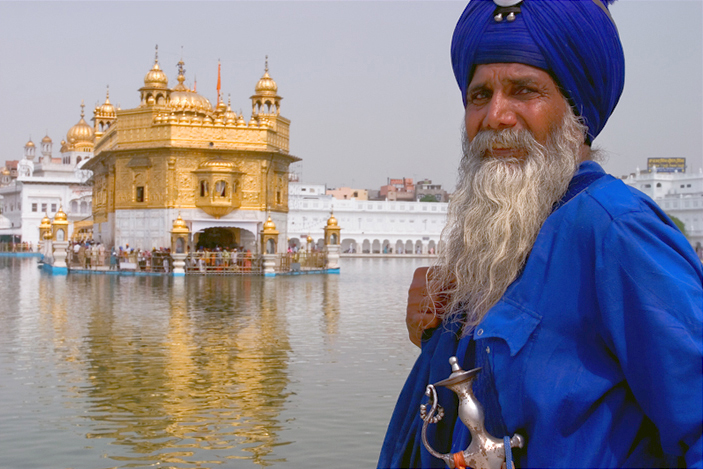
Сикх-ниханг на фоне Золотого храма

У сикхов существует традиционный военный орден Ниханги (Акали) для охраны храмов, сыгравший важную роль в ранней военной истории сикхизма, и пользующийся среди сикхов значительным уважением. В настоящее время он играет в основном церемониальную роль. Ниханги подчинены только своему главе и одеваются в одежды синего цвета. Штаб-квартира находится в Акал Тахте.

## Направления сикхизма

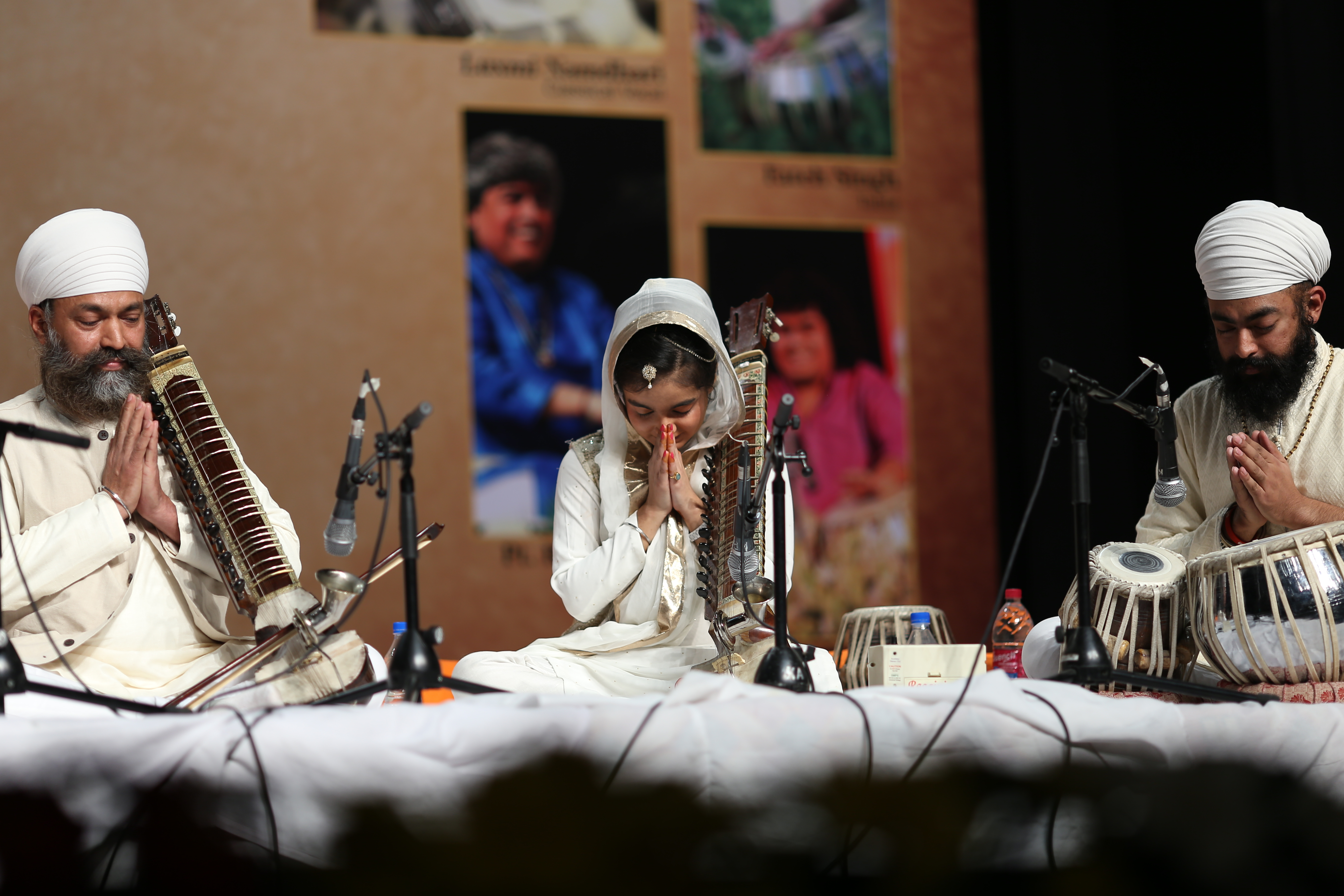
Музыканты — «намдхари»

Основным ортодоксальным направлением в сикхизме является «Хальса» («кешдхари»), то есть все те, кто проходит посвящение в хальсу и помимо всего следуют правилам внешнего отличия сикха, установленным 10-м гуру Гобинд Сингхом (не стригут волосы, не бреются, носят кинжал и т. д.). Кешдхари составляют подавляющее большинство последователей сикхизма.
Другое, малочисленное направление — «сахаджхари» («нанакпантх»). Они не приемлют воинственности хальсы и нововведений Гобинд Сингха, следуя в большей мере порядку при первом гуру Нанаке, бреются и лояльно относятся к индуистскому влиянию. В свою очередь это направление делится на такие течения, как: «удаси» — признающие лишь первых сикхских гуру, и «намдхари» с «ниранкари» — верящие в преемственность живых гуру, одним из которых был, например, Дайал Сингх. Иными еще меньшими движениями являются «рамраи», «нирмала», «беди» и другие, в том числе неосикхские организации. Ортодоксальные сикхи не считают сахаджхари частью сикхизма.